# 華厳寺 (寧徳市)
華厳寺（けごんじ）は、中華人民共和国福建省寧徳市蕉城区支提山にある仏教寺院。

## 歴史
北宋の開宝4年（971年）、高麗出身の釈元表により創建された。その後、「華厳禅寺」・「雍熙禅寺」・「華蔵禅寺」・「万寿禅寺」と改称。
1983年、中華人民共和国国務院は仏寺を漢族地区仏教全国重点寺院に認定した。

## 伽藍
山門、天王殿、大雄宝殿（本堂）、祖師殿、蔵経閣
山門。山門は明代に建立された。
大雄宝殿。大雄宝殿の「華蔵寺」の額は中国仏教協会の趙樸初会長が書いています。

## 重要文化財
- 『永楽北蔵（中国語版）』[1]。明の永楽の大蔵経[1]。